# Talapparaten
De delar av kroppen som används i talproduktion kallas för talapparaten; huvudsakligen munhåla, näshåla, stämband, samt lungor och luftvägar. 

## Talapparatens tre system
Talapparaten delas vanligtvis in i tre delar med olika funktion, andningssystemet, fonationssystemet och artikulationssystemet. Andningssystemet (eller respirationssystemet) består av lungorna, bröstkorgen, diafragma och luftstrupe. Andningssystemet producerar den luftström som de andra delarna av talapparaten använder för att producera ljud. Fonationssystemet består av struphuvudet och stämläpparna. När stämläpparna förs ihop gör lufttrycket från lungorna att stämläpparna börjar vibrera, det kallas fonation. Artikulationssystemet består av hålrummen ovanför struphuvudet (svalg, munhåla, näshåla) och de strukturer som omger hålrummen, bland annat tungan och läpparna. Artikulationssystemet formar konsonanterna och vokalerna

## Språkljudens benämningar

Artikulationsställen. 1. exolabial, 2. labial, 3. dental, 4. alveolar, 5. postalveolar, 6. prepalatal, 7. palatal, 8. velar, 9. uvular, 10. faryngal, 11. glottal, 12. epiglottal, 13. radikal, 14. posterodorsal, 15. anterodorsal, 16. laminal, 17. apikal, 18. sublaminal

Talapparatens olika delar benämns vanligen med sina latinska/anatomiska termer. Från dessa termer bildas adjektiv som används för att beskriva de språkljud som bildats vid respektive plats.
| Talapparatens delar | Talapparatens delar | Talapparatens delar     |
| Substantiv          | Adjektiv            | Svenska                 |
| ------------------- | ------------------- | ----------------------- |
| alveoli             | alveolar            | tandvall                |
| apex                | apikal              | (tung-)spets            |
| dentum              | dental              | tand                    |
| dorsum              | dorsal              | (tung-)rygg             |
| epiglottis          | epiglottal          | struplock               |
| glottis             | glottal             | stämläpp                |
| korona              | koronal             | främre delen av tungan  |
| labia               | labial              | läpp                    |
| lamina              | laminal             | (tung-)blad             |
| lingua              | lingual             | tunga                   |
| palatum             | palatal             | hårda gommen            |
| pharynx             | faryngal            | svalg                   |
| radix               | radikal             | (tung-)rot              |
| uvula               | uvular              | tung- el. gomspene      |
| velum               | velar               | mjuka gommen (gomsegel) |

I sammansättningar får adjektiven oftast en o-final form, t.ex. apico-, när de uppträder som förled.
Dessa termer kan även modifieras med hjälp av post(erior) (bakre), antero/anterior (främre), inter (mellan), sub (under), supra (över) och exo (utsida).